# Zdeněk Češka
Zdeněk Češka (6. února 1929 Praha – 14. ledna 2023) byl český právník, bývalý vysokoškolský učitel, za normalizace děkan Právnické fakulty Univerzity Karlovy a rektor celé univerzity, politik Komunistické strany Československa a poslanec Sněmovny lidu Federálního shromáždění.

## Biografie
Vystudoval gymnázium a Právnickou fakultu Univerzity Karlovy, kde pak po téměř
40 let učil, od roku 1955 jako odborný asistent. Později se stal profesorem Univerzity Karlovy.
Na Právnické fakultě zastával během normalizace funkci proděkana a poté děkana fakulty. V roce 1973 se stal prorektorem Univerzity Karlovy a v roce 1976 pak jejím rektorem. V této funkci působil čtrnáct let. Účastnil se vynucených odchodů režimu nepohodlných učitelů, mj. i Petra Pitharta, Zdeňka Jičínského nebo Františka Šamalíka.
Od roku 1978 byl rovněž členem prezidia Československé akademie věd (v ČSAV od roku 1977 jako člen-korespondent). V roce 1979 mu byl udělen Řád práce.
Angažoval se i politicky. XVI. sjezd KSČ ho zvolil za člena Ústředního výboru Komunistické strany Československa. XVII. sjezd KSČ ho ve funkci potvrdil. Ve volbách roku 1976 zasedl do Sněmovny lidu (volební obvod č. 12 – Praha 8-Praha 9-sever, hlavní město Praha). Mandát obhájil ve volbách roku 1981 (obvod Praha 8 a Praha 9) a volbách roku 1986 (obvod Praha 8 a Praha 9). Ve Federálním shromáždění setrval do ledna 1990, kdy rezignoval na poslanecký post v rámci procesu kooptace do Federálního shromáždění po sametové revoluci.

## Vlastní advokátní kancelář
Od roku 1991 působil jako advokát. V roce 1993 založil se svými společníky JUDr. Jaromírem Císařem a JUDr. Pavlem Smutným vlastní advokátní kancelář CÍSAŘ, ČEŠKA, SMUTNÝ s.r.o. Kancelář se vedle komplexního poradenství věnuje také otázkám spojeným se společenskou odpovědností.
Advokátní kancelář CÍSAŘ, ČEŠKA, SMUTNÝ byla opakovaně oceněna titulem Právnická firma roku v oblasti pro bono a společenské odpovědnosti, například v letech 2015 a 2016. Advokátní kancelář je členem Francouzsko-české obchodní komory.

## Publikační činnost
Svou publikační činnost prof. Češka zaměřoval na občanské právo procesní, ale i na občanské právo hmotné. Napsal víc než osmdesát vědeckých či vědeckopopulárních článků a je autorem či spoluautorem deseti knižních publikací včetně vědeckých komentářů a učebních pomůcek.
- ČEŠKA, Zdeněk. Občianske procesné právo. Bratislava: Obzor, 1990, 473 s.
- ČEŠKA, Zdeněk. Občanské právo procesní. Praha: Panorama, 1989, 447 s.
- ČEŠKA, Zdeněk. Občanský zákoník: komentář. Praha: Panorama, 1987, 2 sv.
- ČEŠKA, Zdeněk. Československé rodinné právo: celošt. vysokošol. učebnica pre právn. fak. vys. škol. Bratislava: Obzor,1986, 329 s.
- ČEŠKA, Zdeněk. Československé rodinné právo. Praha: Panorama, 1985, 307 s.
- ZUKLÍNOVÁ, Michaela a Zdeněk ČEŠKA. Smlouvy v československém socialistickém právu [význam–podstata–pojem–vznik]: Kandidátská disertační práce. Praha: [ČSAV], 1980, 215 s.
- BLAHOŽ, Josef a Zdeněk ČEŠKA. International Political Science Association World Congress: Czechoslovak Contributions. Praha: Orbis, 1979, 109 s.
- ČEŠKA, Zdeněk, Olga PLANKOVÁ a Senta RADVANOVÁ. Rodinné právo. Praha: St. pedag. nakl., 1978, 124 s.
- ŠVESTKA, Jiří, Jiří CHYSKÝ a Zdeněk ČEŠKA. Promlčení a prekluze v československém právním řádu. Praha: Orbis, 1967, 249 s.
- ČEŠKA, Zdeněk. Exekuce na plat. Praha: Orbis, 1959, 167, [4] s.